# Алювіальні ґрунти

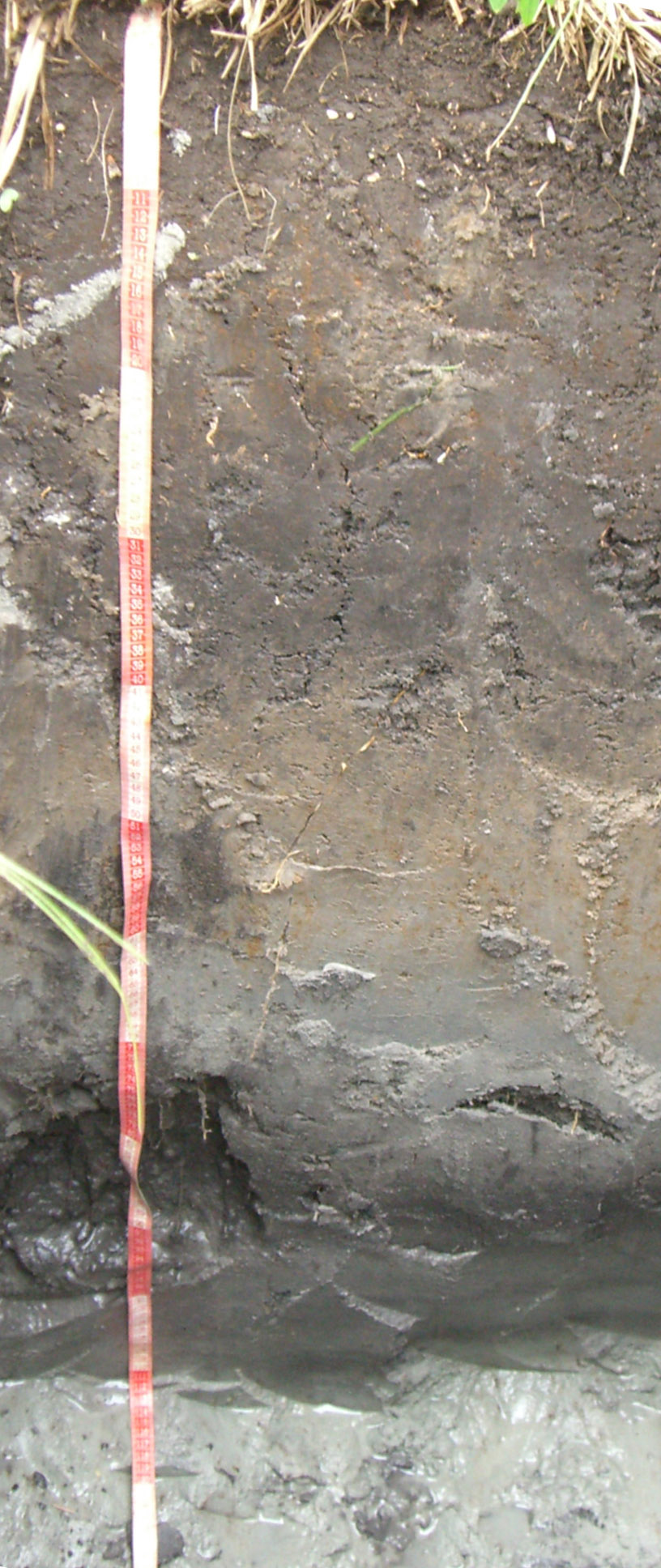
Алювіальний болотний перегнійно-глеєвий ґрунт. Заплава Дону, Волгоградська область, Росія

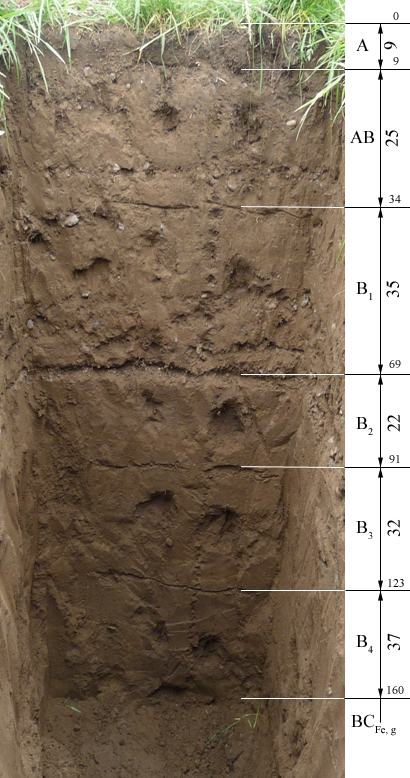
Схема профілю заплавного дерново-глеєватого ґрунту; заплава р. Томь біля с. Коларово, Томський район, Томська область

Алювіальні ґрунти — ґрунти, які утворюються в річкових заплавах і дельтах. За класифікацією Г. В. Добровольського групуються у відділ в стовбурі синлітогенних ґрунтів. Повеневі води заливають їх і залишають заплавний алювій, що обумовлює шаруватість ґрунтів і наявність в них кількох захоронених гумусових горизонтів. Властивості алювіальних ґрунтів залежать від гідрологічних умов річки і від складу ґрунтів і гірських порід, що розмиваються річкою вище за течією, а також від зональних умов. Окрім цього, на даний тип ґрунтів впливає близьке залягання ґрунтових вод. Алювіальні ґрунти зволожених областей мають кислу реакцію, в сухих — нейтральну і лужну. Алювіальні ґрунти часто характеризуються високою родючістю і широко використовуються в сільському господарстві.

## Класифікація
Однією із запропонованих класифікацій ґрунтів є класифікація академіка РАН Г. В. Добровольського, створена ним на основі комплексних процесів осадонакопичення алювіальних відкладів і ґрунтоутворення в заплавах річок. Ним виділяються три групи типів алювіальних ґрунтів:
- Алювіальні дернові ґрунти у прирусловій частині заплави
- Алювіальні лучні ґрунти в центральній заплаві
- Алювіальні болотні ґрунти в притерасовій частині заплави

## Поширення
Алювіальні ґрунти займають близько 3 % площі суходолу.